# Ghw
Cette page contient des caractères spéciaux ou non latins. S’ils s’affichent mal (▯, ?, etc.), consultez la page d’aide Unicode.
Pour les articles homonymes, voir Ghw.
Ghw (minuscule ghw) est un trigramme de l'alphabet latin composé d'un G, d'un H et d'un W.

## Linguistique
- En navajo, le trigramme « ghw » sert à représenter le son [ɣʷ].

## Représentation informatique
Il n'existe aucun encodage de Ghw sous un seul signe, il est toujours réalisé en accolant un G, un H et un W.